# エル・オロ県
座標: 南緯3度16分00秒 西経79度58分00秒 / 南緯3.26667度 西経79.9667度

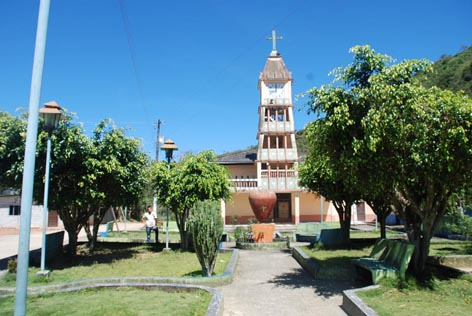
Iglesia Parque Apartadero

エル・オロ県（エル・オロけん、スペイン語: Provincia de El Oro; オロ (es:oro) = 金の意）は、エクアドルの南端にある海沿いの県。県は、歴史的に金の生産の重要地域だったことから名付けられた。今日では、県は世界有数のバナナの出荷を誇る地域の1つとなっている。県都はマチャラ。

## 歴史
エル・オロ県は、歴史的にエクアドル国内で、バナナの生産が盛んな地域である。

## 地理
県の北と東には、グアヤス県、アスアイ県、ロハ県との境界があり、西と南では、太平洋とペルーのトゥンベス県と接する。
県は、14の郡に分かれており、ハンベリ諸島、トゥンベス川の石化森、サンタ・クララ島のような広範囲にわたる魅力を特色とする。

## 人口動態
- 1990年の人口: 412,572人
- 2007年の人口: 525,763人

## 経済
エル・オロ県の経済は、バナナや小エビの輸出が中心となっている。他にココアやコーヒーの農業生産も行われる。

## 政治
議会は一院制である。

## カントン
県は、14のカントンに分かれる。下記の表には、2001年国勢調査時点での各郡の人口と平方メートル (km2)での面積、中心地区を表記する
| カントン       | 人口 (2001) | 面積 (km²) | 中心地区       |
| -------------- | ----------- | ---------- | -------------- |
| アレニージャス | 22,477      | 803        | アレニージャス |
| アタウアルパ   | 5,479       | 278        | パチャ         |
| バルサス       | 5,348       | 69         | バルサス       |
| チージャ       | 2,665       | 328        | チージャ       |
| エル・グアボ   | 41,078      | 603        | エル・グアボ   |
| ウアキージャス | 40,285      | 72         | ウアキージャス |
| ラス・ラハス   | 4,781       | 297        | ラ・ビクトリア |
| マチャーラ     | 217,696     | 338        | マチャーラ     |
| マルカベリ     | 4,930       | 147        | マルカベリ     |
| パサヘ         | 62,959      | 452        | パサヘ         |
| ピーニャス     | 23,246      | 615        | ピーニャス     |
| ポルトベーロ   | 11,024      | 282        | ポルトベーロ   |
| サンタ・ロサ   | 60,388      | 889        | サンタ・ロサ   |
| サルマ         | 23,407      | 645        | サルマ         |